# Loomberah
Loomberah är en ort i Australien. Den ligger i kommunen Tamworth Municipality och delstaten New South Wales, i den sydöstra delen av landet, omkring 300 kilometer norr om delstatshuvudstaden Sydney. Orten hade 552 invånare år 2021.
Närmaste större samhälle är Tamworth, omkring 12 kilometer nordväst om Loomberah.